# The Devil's Bait
The Devil's Bait è un film muto del 1917 diretto da Harry Harvey.

## Trama
Una frana in una miniera birmana a Mandalay porta alla luce un prezioso rubino il cui possesso provoca la fine dell'amicizia tra il dottor Royal Sheldon e Jason Davies. I due uomini passano alle mani e, dopo una dura lotta, vince Sheldon. Davies, allora, giura di vendicarsi. Quando Sheldon si sposa con Anita, il suo nemico trama per sottrargli la moglie: seducendola con doni costosi, riesce a rovinare il matrimonio e Anita se ne va via con lui, lasciando il marito e la loro figlioletta, Doris.
Anni dopo, Doris è ormai una giovane donna ma Davies non dimentica l'oltraggio subito. L'uomo cerca, come ha già fatto anni prima con la madre della ragazza, di attirarla con gioielli e regali, ma Sheldon si accorge in tempo di quello che sta succedendo. Davies, allora, si rivolge alla signora De Long che diventa sua complice nel progetto di rovinare il dottore. Ma, la donna finisce per innamorarsi della sua vittima alla quale svela i piani di Davies. Sheldon decide di mettere fine a quella storia e di affrontare una volta per tutte il suo persecutore: ma, mentre lo insegue, Davies - che è riuscito a mettere le mani sul rubino maledetto - scivola e cade da un dirupo, restando ucciso. Il dottore riesce a recuperare la pietra, prendendola al morto e, senza esitazione, la getta in mare dove il gioiello si perderà tra i flutti.

## Produzione
Il film fu prodotto dalla Balboa Amusement Producing Company.

## Distribuzione
Distribuito dalla General Film Company, il film uscì nelle sale cinematografiche USA nel marzo 1917.